# Глоговський повіт
Глоговський повіт (пол. powiat głogowski) — один з 26 земських повітів Нижньосілезького воєводства Польщі. Утворений 1 січня 1999 року в результаті адміністративної реформи.

## Загальні дані
Повіт знаходиться у північній частині воєводства. Адміністративний центр — місто Глогув. Станом на 1.01.2008 населення становить 87 584 осіб, площа 443,27 км².
На терени повіту були депортовані 1070 українців з українських етнічних територій у 1947 році (т. з. акція «Вісла»).

## Демографія
Демографічні дані повіту станом на 30.06.2005:
|       | Всього | Всього | Жінки  | Жінки | Чоловіки | Чоловіки |
| ----- | ------ | ------ | ------ | ----- | -------- | -------- |
|       | осіб   | %      | осіб   | %     | осіб     | %        |
| Повіт | 87 675 | 100    | 44 988 | 51,3  | 42 687   | 48,7     |
| Міста | 69 318 | 100    | 35 756 | 51,6  | 33 562   | 48,4     |
| Села  | 18 357 | 100    | 9232   | 50,3  | 9125     | 49,7     |